# Колісник Петро Іванович
Колісник Петро Іванович (4 травня 1921 року — 15 березня 1996 року) — український кліматолог, кандидат географічних наук, доцент Київського національного університету імені Тараса Шевченка.

## Біографія
Народився 4 травня 1921 року в селі Чимериське Буківського, тепер Маньківського району Черкаської області. Закінчив у 1939 році Уманське педагогічне училище. У 1939 році вступив до Черкаського педагогічного інституту, з 2 курсу мобілізований до лав Червоної армії. Учасник радянсько-фінської війни 1940 року, отримав бойове поранення. Продовжив військову службу у Білорусі. У роки Німецько-радянської війни з військовою частиною потрапляє у німецьке оточення, після якого стає бійцем партизанського загону на Черкащині (Лисянський район) упродовж 1942–1944 років. Після війни працював вчителем у рідному селі.
У 1951 році закінчив географічний факультет Київського університету зі спеціальності «кліматологія», у 1954 році аспірантуру університету. У 1959–1987 роках — доцент кафедри метеорології та кліматології. Кандидатська дисертація «Основні елементи водного балансу ґрунту і методи їх визначення» захищена у 1954 році. Викладав метеорологію і кліматологію. Більше 15 років — відповідальний секретар редакційної колегії журналу «Вісник Київського університету. Серія Географія». Упродовж 22 років на громадських засадах виконувач обов'язків заступника декана на вечірньому відділенні географічного факультету Київського університету.

## Нагороди і відзнаки
Нагороджений орденами Червоного Прапора, Червоної Зірки, 7 медалями: «За Перемогу над Німеччиною у Великій Вітчизняній війні 1941–1945 рр.», «Партизанові Вітчизняної війни» та іншими.

## Наукові праці
Сфера наукової діяльності: вивчення основних елементів клімату України. Автор понад 120 наукових праць, 25 науково-методичних і навчально-методичних посібників. Основні праці:
- (рос.) Метеорология: Практикум. — К., 1986.